# Дежньов Семен Іванович
Семен Іванович Дежньов, у словниках також зафіксована форма Дежнєв (нар. близько 1605, Великий Устюг — пом. початок 1673, Москва) — російський мореплавець, відкривач нових земель, мандрівник, дослідник Північного та Східного Сибіру, козачий отаман, а також торговець пушниною, перший з відомих європейських мореплавців у 1648 році, на 80 років раніше за Вітуса Беринга, пройшов Берингову протоку, що відділяє Аляску від Чукотки.
Варто завважити, що Берингу не вдалося повністю пройти всю протоку, він обмежився плаванням тільки в її південній частині, тоді як Дежньов пройшов по всій довжині — з півночі на південь.

## Життєпис

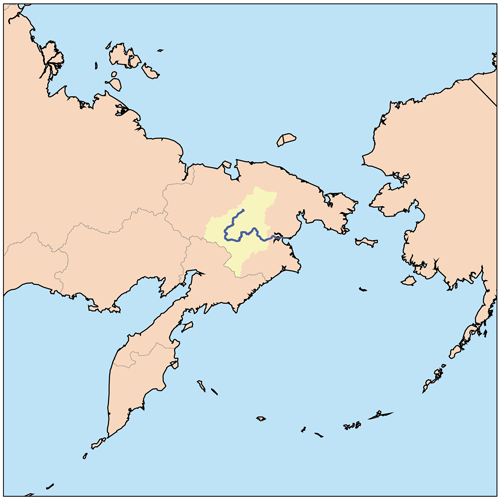
Берингова протока з басейном річки Анадир

До сучасності в основному дійшли відомості про Дежньова за час з 1638 по 1671 роки.
Народився в Великому Устюзі (за іншими відомостями — в одному з пінезьких сіл). Також залишається невідомим, коли він звідти пішов «шукати щастя» в Сибір.
У Сибіру спочатку служив у Тобольську, згодом в Єнісейську. Серед усіляких небезпек в 1636—1646 роках «заспокоїв» якутів. З Єнісейська він із загоном П. Бекетова в 1638 році перейшов в Якутський острог, що був щойно заснований та знаходився поруч з іще непідкореними племенами «інородців». Вже в 1639-40 р.р. Дежньов «заспокоює» місцевого князя Сахея. 1639 року був направлений якутським прикажчиком П. Ходирєвим на Вілюй для збору ясаку (данини), в серпні 1640 — на річках Татта і Амга (притоки Алдану).
1641 року Дежньов з партією 15 чоловік збирає ясак на річці Яні та благополучно доставляє його в Якутськ, по дорозі відбивши напад гурту в 40 людей. Того ж року разом з М. Стадухіним відправилися в похід на Оймякон для збору ясаку. В квітні 1642 у сутичці з «ламутськими тунгусами», як і багато інших козаків, був поранений. Втративши коней, загін опинився у скруті, довелося майструвати човна. Коли зійшов лід, загін спустився по Оймякону та продовжив пошуки «неясачного люду» в нижній течії Індігірки. Однак, збирачів ясаку там було і без них предостатньо, тож загін рушив далі на схід та дійшов до Алазеї. Там їм зустрівся загін такого ж землепрохідника Дмитра Зиряна, і Дежньову довелося проявляти дипломатичні хитрощі, щоб розійтися миром.

### Відкриття Колими

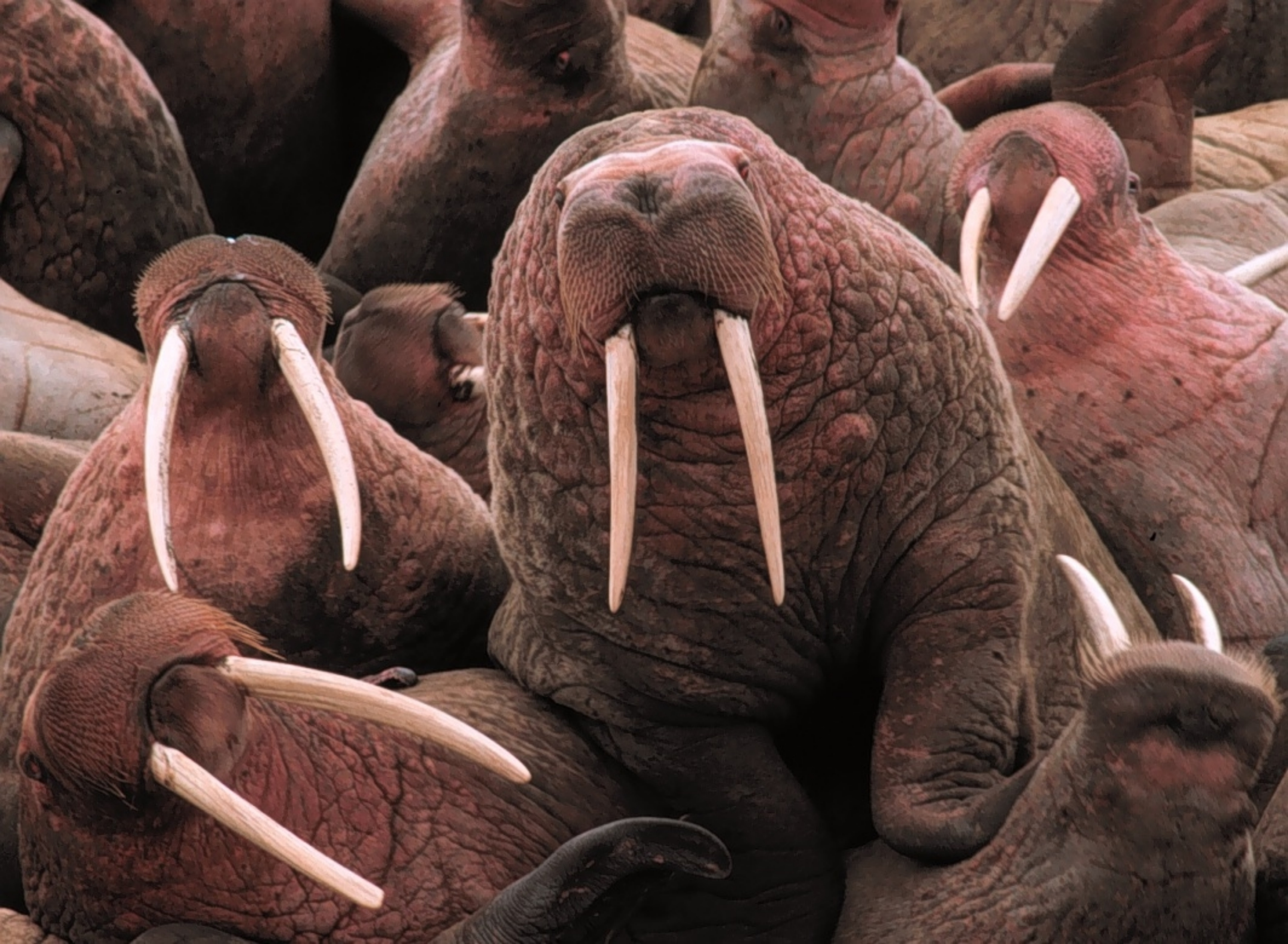
Бивні тихоокеанських моржів

Влітку 1643 року Семен Дежньов в складі загону землепроходців під рукою Михайла Стадухіна відкрив річку Колиму. Загін піднявся вверх по річці та заснував Колимський зимівник, що згодом виріс до великого острога — опорного пункту російської колонізації в цих місцях.
1645 року Стадухін і Зирян, з ясаком і половиною загону рушили до Якутська, залишивши в Колимському острожку Дежньова та ще 13 людей. Дмитро Михайлов (Зирян) з дороги повернувся, тим часом людям під керівництвом Дежньова довелося відбиватися від понад 500 юкагірів, які мали намір знищити цей пункт збору ясаку. В 1646 мезенець Ісай Ігнатьєв здійснив перше плавання по Льодовитому океану на схід від гирла річки Колими та привіз в Нижньоколимськ моржову кістку (риб'ячий зуб).
На Колимі Дежньов прослужив до літа 1647.

### Чукотська експедиція

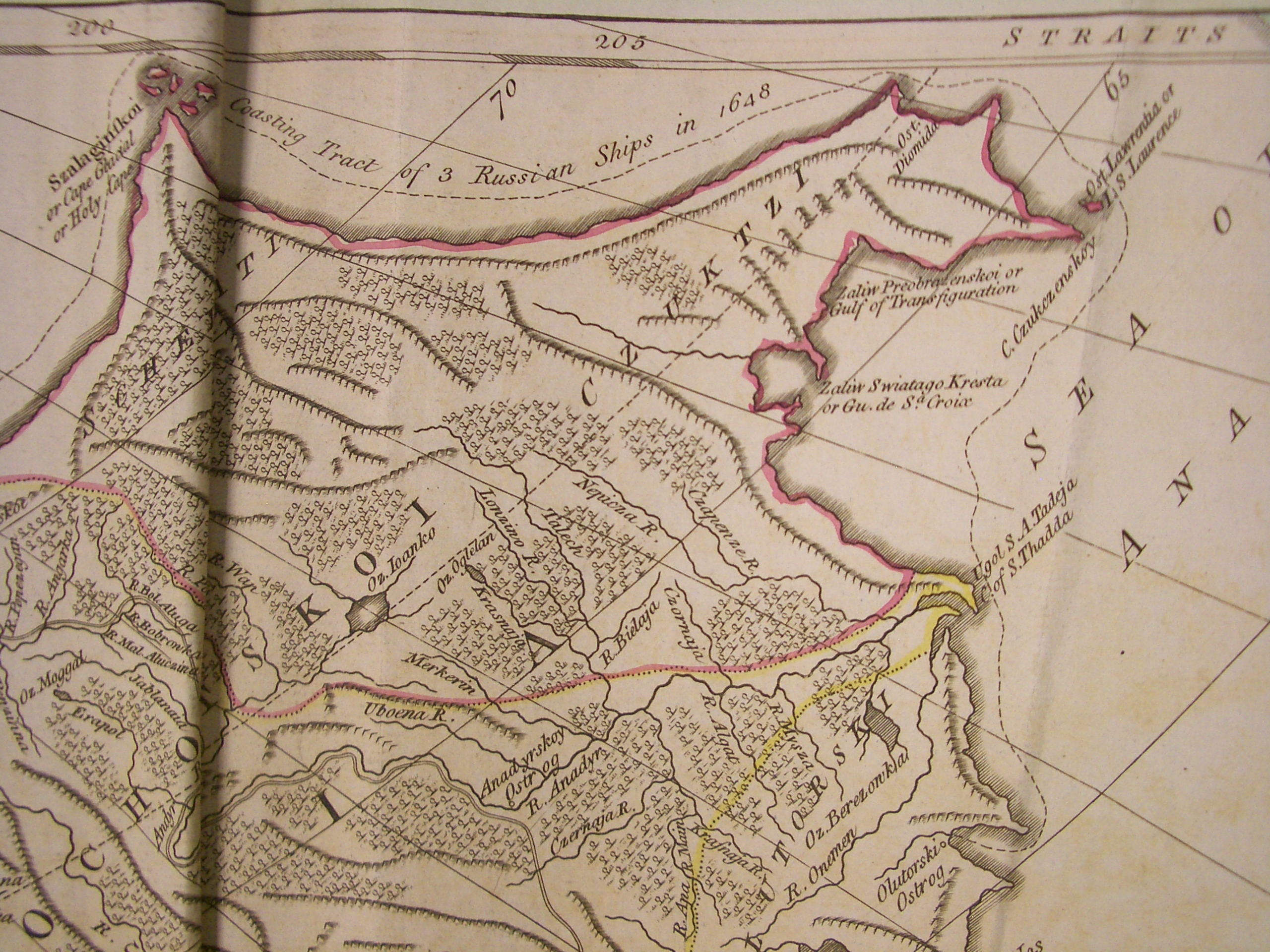
Рання карта Чукотки, на якій показано маршрут експедиції 1648 року

У пошуках багатих моржових лігвищ та шляху до багатої соболями річки Анадир була споряджена експедиція промисловців, до якої урядовий прикажчик острога Василь Власьєв приєднав і Дежньова — на нього покладалася відповідальність збирати податки зі здобичі та обкладати ясаком «попутно інородців» яка в 1648 р. на кількох суднах вийшла з Колими і направилась на схід. Влітку кораблі вийшли в плавання, однак міцні льоди закрили їм шлях далі, Ф. Попов та Дежньов повернулися на Колиму й стали очікувати сприятливішого часу для походу. В другій половині червня 1648 року Попов та Дежньов на 7 кочах вийшли в море. Три кочі з самого початку походу загубилися при бурі в гирлі Колими при виході в Льодовитий океан, решта рушили далі. В серпні потонув ще один коч. Близько 20 вересня Дежньов із супутниками побачили Великий Кам'яний Ніс, мимо нього пройшли три кочі — Дежньова, Попова та Герасима Анкудінова. Човен Дежньова розбився в Олюторській затоці південніше гирла Анадиря. Його загін на лижах та з нартами 10 тижнів через Коряцьке нагір'я діставався до річки Анадир, з 25 живими лишилися 12 людей, на Анадирі вони зазимували.

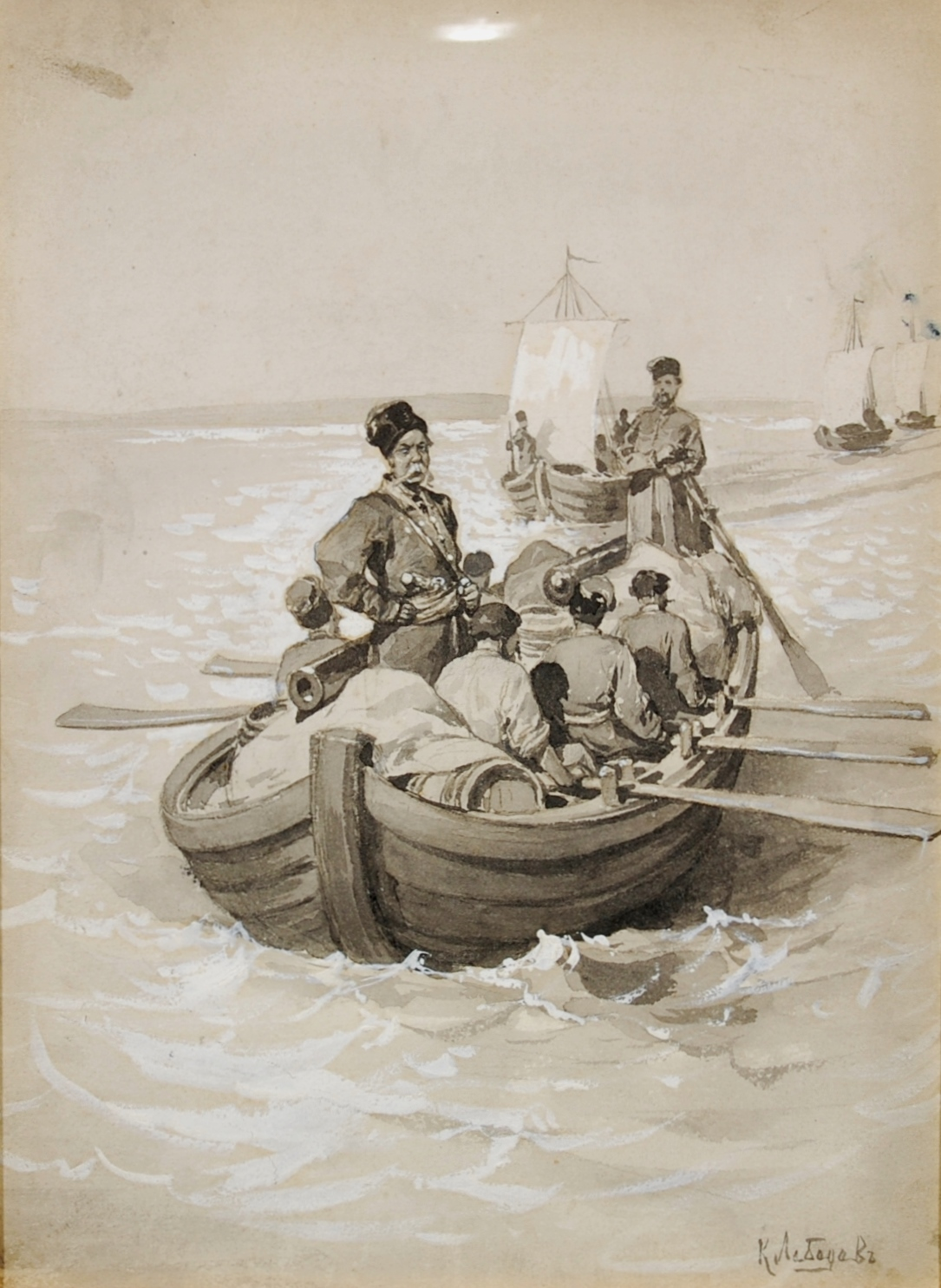
Експедиція Дежньова

Влітку 1649 року на новозбудованих човнах Дежньов із загоном піднявся на 600 км вверх по Анадирю. На середній течії річки вони збудували зимівник, згодом названий Анадирським острогом. У верхній течії Анадиря загін зустрівся з кочовими анаулами — невідомим їм юкагірським племенем. На третій рік перебування на Анадирі до загону прийшла підмога, проте це не була заміна — козак Семен Мотора шукав сухопутний шлях між Колимою та Анадирем через гірський прохід. Його досвід став у пригоді загону Дежньова, в 1652 році він використав цей шлях для відправлення в Якутськ зібраної моржової кістки та пушнини.

### Подальша доля
У 1659 році Дежньов здав команду над Анадирським острогом і служилими людьми К. Іванову, який його змінив, але залишався ще в тих краях до 1662, коли повернувся до Якутська з Ерастовим. Звідти Дежньов з державною скарбницею був відісланий до Москви, куди й прибув, ймовірно, до середини 1664 року. Збереглася його чолобитна — про видачу йому жалування, заслуженого ним, але не отриманого, за 19 років, що і було зроблено. Загалом за час служби в Сибіру був 9 разів поранений. 1665 року Дежньов виїхав назад в Якутськ і служив там до 1670, коли знову був відісланий зі скарбницею до Москви, куди прибув в 1672, де й помер.
Він зробив креслення річки Анадир та частини річки Анюй, в чолобитних описав плавання по Анадирю, природу Анадирського краю.
У 1898 році за клопотанням Географічного товариства «Великому кам'яному носу» було присвоєно ім'я Дежньова.
На честь дослідника було названо астероїд 3662 Дежнев.